# Bielle
Bielle es una comuna francesa de la región de Aquitania en el departamento de Pirineos Atlánticos.
El topónimo Bielle fue mencionado por primera vez en el año 1154 con el nombre de Vila.

## Demografía
| 706 | 582 | 507 | 799 | 843 | 893 | 916 | 892 | 891 | 859 | 855 | 819 | 830 | 890 | 840 | 873 | 844 | 728 | 729 | 710 | 676 | 680 | 650 | 611 | 542 | 520 | 547 | 551 | 509 | 445 | 470 | 436 | 460 |
| Para los censos de 1962 a 1999 la población legal corresponde a la población sin duplicidades (Fuente: INSEE [Consultar]) |     |     |     |     |     |     |     |     |     |     |     |     |     |     |     |     |     |     |     |     |     |     |     |     |     |     |     |     |     |     |     |     |

## Hermanamientos
- Berbegal, España.[5]